# Eva Eastwood

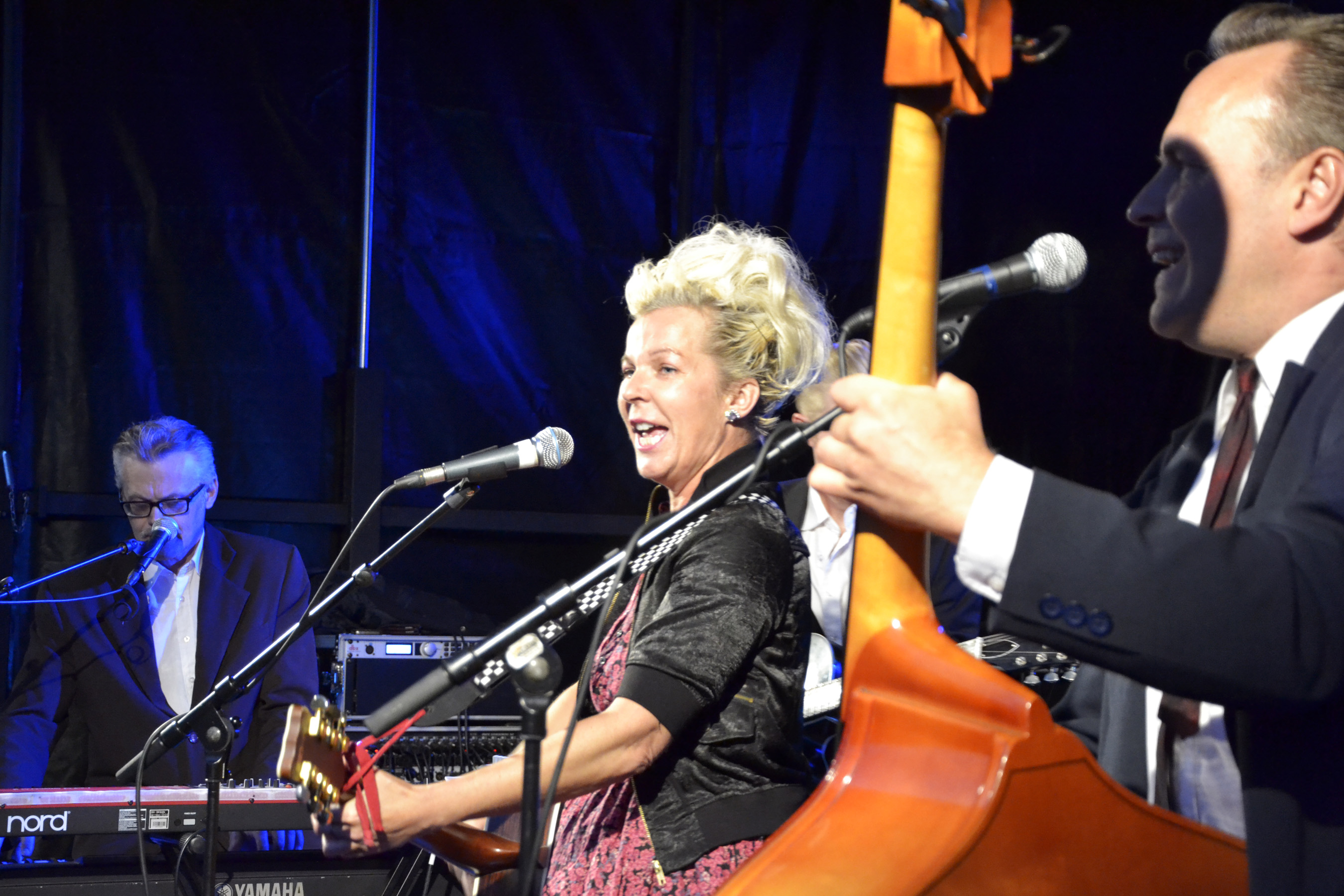

Eva Eastwood, egentligen Eva Östlund, född 25 september 1967 i Örebro, är en svensk kompositör och sångerska verksam i genren rockabilly & 50-tals rocknroll. Hon sjunger och skriver låtar både på engelska och svenska. 

## Karriär
Eastwood erbjöds ett skivkontrakt i USA 1997, men valde att åka hem till Sverige och startade strax därpå Eva Eastwood & The Major Keys som släppte fem skivor på det lilla skivbolaget Tail Records i Jönköping mellan 2000 och 2005 . 2006 signades hon av Svenska skivbolaget Darrow Entertainment och inledde samarbete med Hans Larsson
2005 medverkade Eastwood i tv-programmet Allsång på Skansen där hon framförde låten "Vårt liv i repris" från skivan En ny stil i stan, en händelse som räknas som avgörande för hennes karriär. 2011 var hon också med i Allsång på Skansen då hon framförde låten "Lyckost" från albumet med samma namn.
Som låtskrivare har hon komponerat över 800 melodier, bland annat till artister som The Boppers, Linda Gail Lewis, Lalla Hansson, Berth Idoffs, Jerry Williams och Larz-Kristerz.
2017 släpptes filmen Eva, en lyckost om Eva Eastwoods karriär och uppväxt i fosterfamilj. 2010 vann Eastwood Örebro kommuns musikpris . 2011 valdes hon in i Rockabilly hall of fame i Jackson TN]. 2020 utsågs Eva Eastwood till Årets kulturpristagare i sin hemkommun Askersund

## Diskografi

### Studioalbum
- 1999 – Good things can happen
- 2001 – Hot chicks and cool cats
- 2001 – The good life i have
- 2003 – Roots revival
- 2004 – En ny stil i stan
- 2006 – Ton of heart
- 2008 – Well Well Well
- 2009 – The beat goes on
- 2011 – Lyckost
- 2012 – Åh vilken skiva
- 2012 – Oh what a party
- 2016 – Min melodi
- 2020 – Candy

### Samlingsalbum
- 2013 – Rocking Collection - the early years
- 2016 – Det bästa med Eva Eastwood
- 2022 – The Many Sides of Eva Eastwood

### Singlar
- 2011 – Himlen Var Här
- 2015 – They Never Know
- 2016 – Jimmy, Jimmy
- 2016 – Tjocka Släkten